# Eirenis
Eirenis – rodzaj węży z podrodziny Colubrinae w rodzinie połozowatych (Colubridae).

## Zasięg występowania
Rodzaj obejmuje gatunki występujące w Bułgarii, Grecji, Turcji, Izraelu, Libanie, Syrii, Jordanii, Arabii Saudyjskiej, Katarze, Iraku, Iranie, Afganistanie, Pakistanie, Turkmenistanie, Rosji (Dagestan), Gruzji, Armenii, Azerbejdżanie, Egipcie, Sudanie, Erytrei, Etiopii i Dżibuti.

## Systematyka

### Etymologia
- Eirenis: gr. ειρηνη eirēnē „pokój, cisza”, od Ejrene (gr. Εἰρήνη Eirḗnē), w mitologii greckiej bogini pokoju[7].
- Pseudocyclophis: gr. ψευδος pseudos „fałszywy”[8]; rodzaj Cyclophis Günther, 1858. Gatunek typowy: Pseudocyclophis walteri Boettger, 1888 (= Cyclophis persicus Anderson, 1872).
- Eoseirenis: gr. εως eōs lub ηως ēōs „wschodni, orientalny”; rodzaj Eirenis Jan, 1863[4]. Gatunek typowy: Ablabes decemlineatus A.M.C. Duméril, Bibron & A.H.A. Duméril, 1854.

### Podział systematyczny
Do rodzaju należą następujące gatunki: 

- Eirenis africanus (Boulenger, 1914)
- Eirenis aurolineatus (Venzmer, 1919)
- Eirenis barani J.F. Schmidtler, 1988
- Eirenis collaris (Ménétries, 1832)
- Eirenis coronella (Schlegel, 1837)
- Eirenis coronelloides (Jan, 1862)
- Eirenis decemlineatus (A.M.C. Duméril, Bibron & A.H.A. Duméril, 1854)
- Eirenis eiselti J.J. Schmidtler & J.F. Schmidtler, 1978
- Eirenis hakkariensis J.F. Schmidtler & Eiselt, 1991
- Eirenis kermanensis Rajabizadeh, J.F. Schmidtler, Orlov & Soleimani, 2012
- Eirenis levantinus J.F. Schmidtler, 1993
- Eirenis lineomaculatus K.P. Schmidt, 1939
- Eirenis medus (Chernov(inne języki), 1940)
- Eirenis modestus (Martin, 1838) – skorpiożerek pasiastogłowy[9]
- Eirenis nigrofasciatus Nikolsky, 1907
- Eirenis occidentalis Rajabizadeh, Nagy, Adriaens, Avci, Masroor, Schmidtler, Nazarov, Esmaeili & Christiaens, 2015
- Eirenis persicus (Anderson, 1872)
- Eirenis punctatolineatus (Boettger, 1892)
- Eirenis rafsanjanicus Akbarpour, N. Rastegar-Pouyani, Fathinia & E. Rastegar-Pouyani, 2020
- Eirenis rechingeri Eiselt, 1971
- Eirenis rothii Jan, 1863
- Eirenis thospitis J.F. Schmidtler & Lanza(inne języki), 1990
- Eirenis yassujicus Fathinia, E. Rastegar-Pouyani & Shafaeipour, 2019